# واكس (مغنية)
تشو هاي ري ( هانغل : 조혜리 ؛ ولدت في 31 مايو 1976) ، والمعروفة باسمها المسرحي واكس (هانغل: 왁스) ، هي مغنية بوب كورية جنوبية وممثلة موسيقية.  ظهرت لأول مرة في عام 1998 كمغنية رئيسية في فرقة الروك DOG. أصدرت أول ألبوم منفرد لها، يوميات أمي ، في عام 2000.  ظهرت واكس لأول مرة كممثلة في عام 2007 مع دور رئيسي في المسرحية الموسيقية Fixing My Makeup ، والتي تستند حبكتها إلى أغنيتها الناجحة التي تحمل الاسم نفسه. 

## السيرة الشخصية
ولدت واكس في 31 مايو 1972 ، باسم تشو هاي ري. تخرجت تشو من قسم موسيقى ما بعد الحداثة في جامعة كيونغ هي . على الرغم من أنها كانت نشطة مهنيًا منذ عام 1998 ، إلا أن حياتها الشخصية كانت في الغالب محجوبة عن الجمهور.

## ديسكغرفي

### ألبومات الاستوديو
| لقب                                          | تفاصيل الألبوم | مراكز الرسم البياني الذروة | مبيعات          |
| لقب                                          | تفاصيل الألبوم | كور </br>                  | مبيعات          |
| -------------------------------------------- | --- | -------------------------- | --------------- |
| يوميات أمي (엄마 의 일기)                    | - صدر: 13 نوفمبر 2000 - التسمية: J-Entercom - التنسيقات: قرص مضغوط، كاسيت                                          | 7                          | - KOR: +103,225 |
| إصلاح مكياجي (화장 을 고치고)                | - صدر: 9 أغسطس 2001 - التسمية: Daeyeong A / V - التنسيقات: قرص مضغوط، كاسيت                                        | 3                          | - KOR: 702,443+ |
| من فضلك (부탁 해요)                          | - تاريخ الصدور: 5 يوليو 2002 - التسمية: Daeyeong A / V - التنسيقات: قرص مضغوط، كاسيت                               | 2                          | - KOR: 603173+  |
| العلاقة (관계)                               | - صدر: 18 سبتمبر 2003 - التسمية: J-Entercom - التنسيقات: قرص مضغوط، كاسيت                                          | 11                         | - KOR: 149530+  |
| مع السلامة                                   | - تاريخ الصدور: 2 نوفمبر 2005 - التسمية: Yedang Entertainment - التنسيقات: قرص مضغوط، كاسيت                        |                            |                 |
| لأن كل الحب هكذا (사랑 은 다 그런 거니까)    | - تاريخ الصدور: 1 كانون الأول (ديسمبر) 2006 - التسمية: Yedang Entertainment - التنسيقات: قرص مضغوط، كاسيت          | -                          |                 |
| المرأة تعيش خارج الحب (여자 는 사랑 을 먹고) | - تاريخ الإصدار: 10 كانون الثاني (يناير) 2008 - التسمية: فيتامين الترفيه - التنسيقات: قرص مضغوط، كاسيت             | 35                         | - KOR: 1265+    |
| دائما أنت                                    | - تاريخ الصدور: 2 يوليو 2009 - التسمية: فيتامين الترفيه - التنسيقات: قرص مضغوط، كاسيت                              |                            |                 |
| تقع في. .                                    | - تاريخ الصدور: 9 كانون الأول (ديسمبر) 2010 - ضع الكلمة المناسبة: Warner Music - التنسيقات: قرص مضغوط، تنزيل رقمي  |                            |                 |
| الآن وإلى الابد                              | - تاريخ الإصدار: 4 كانون الأول (ديسمبر) 2012 - ضع الكلمة المناسبة: Warner Music - التنسيقات: قرص مضغوط، تنزيل رقمي |                            |                 |
| "—" denotes album did not chart.             | |                            |                 |

### أغاني منفردة وشارات المسلسلات
| تاريخ      | مسار                                        | العنوان (العناوين)                              |
| ---------- | ------------------------------------------- | ----------------------------------------------- |
| 2009.08.26 | لا أستطيع البكاء (울면 안돼)                |                                                 |
| 2010.10.29 | امرأتان (두 여자)                           | الحب بين ( 두 여자 ) OST                        |
| 2011.02.25 | القلب فارغ (가슴 이 뻥 뚫려)                | أغنية                                           |
| 2011.03.30 | محظوظ                                       | أغنية                                           |
| 2012.01.03 | أحبك (사랑한다)                             | الأضواء والظلال ( 빛 과 그림자 ) OST الجزء 2    |
| 2012.03.30 | ابق تبكي (울고 도 남아서)                   | الأم الدمية ( 바보 엄마 ) OST الجزء 1           |
| 2012.10.30 | الدموع تتساقط (떨어진다 눈물 이)            | أنت في عداد المفقودين ( 보고 싶다 ) OST الجزء 1 |
| 2013.07.18 | عزيزي الحب (사랑 아)                        | النصل والبتلة ( 칼 과 꽃 ) OST الجزء 1          |
| 2013.11.19 | ريح الحب (사랑 바람)                        | الإمبراطورة كي ( 기 황후 ) OST الجزء 2          |
| 2014.01.09 | مغسلة بالعملة المعدنية (사랑한 적도 없는)   |                                                 |
| 2015.10.08 | ليس عقلي (내 맘 같지 않아)                  |                                                 |
| 2015.11.20 | ساعة الرياح (바람 시계) (الفذ. إلهون BtoB ) | المجلد الرقمي المنفرد 2                         |
| 2011.24.24 | دموع أبكي فقط (그냥 눈물 이 나)             | أمي ( 엄마 ) OST الجزء 4                        |
| 2016.07.13 | طلقة واحدة فقط (딱 한잔 만)                 | مفردة بدون ألبوم (مع SSJ (서 사장))             |
| 2016.11.01 | أنت أنت هل أنت (너를 너를 너를)             |                                                 |
| 2019.06.16 | الجو بارد مثل الشتاء (겨울 인 듯 추워)      |                                                 |

## الجوائز
- 2001 - KBS: جائزة مطرب العام
- 2001 - MBC: جائزة أفضل عشرة موسيقيين
- 2001 - Mnet: جائزة أفضل موسيقى فيديو
- 2001 - جائزة القرص الذهبي السادسة عشر
- 2002 - جائزة القرص الذهبي السابعة عشر
- 2003 - SBS: جائزة Field of Ballad
- 2003 - KMA: جائزة مطرب هذا العام
- 2003 - جائزة القرص الذهبي الثامنة عشر
- 2009 - جائزة الإنجاز من جامعة كيونغ هي

## روابط خارجية
- [https://www.instagram.com/waxnara/ WAX

] على إنستغرام
- الملف الشخصي الرسمي لـ iME كوريا